# إيكو (بطل)
إيكو (بالإنجليزية: Icho)‏ بطل أسطوري في ميثولوجيا جزر کارولینا، قاد الشعب إلى كارولينا من الجنوب.